# Sami ter
El sami ter es el idioma más oriental de las lenguas sami. Era tradicionalmente hablado en el noroeste de la península de Kola, pero ahora es una lengua moribunda; en 2004 solo quedaban diez hablantes. Para el 2010, el número de hablantes disminuyó a dos.

## Historia

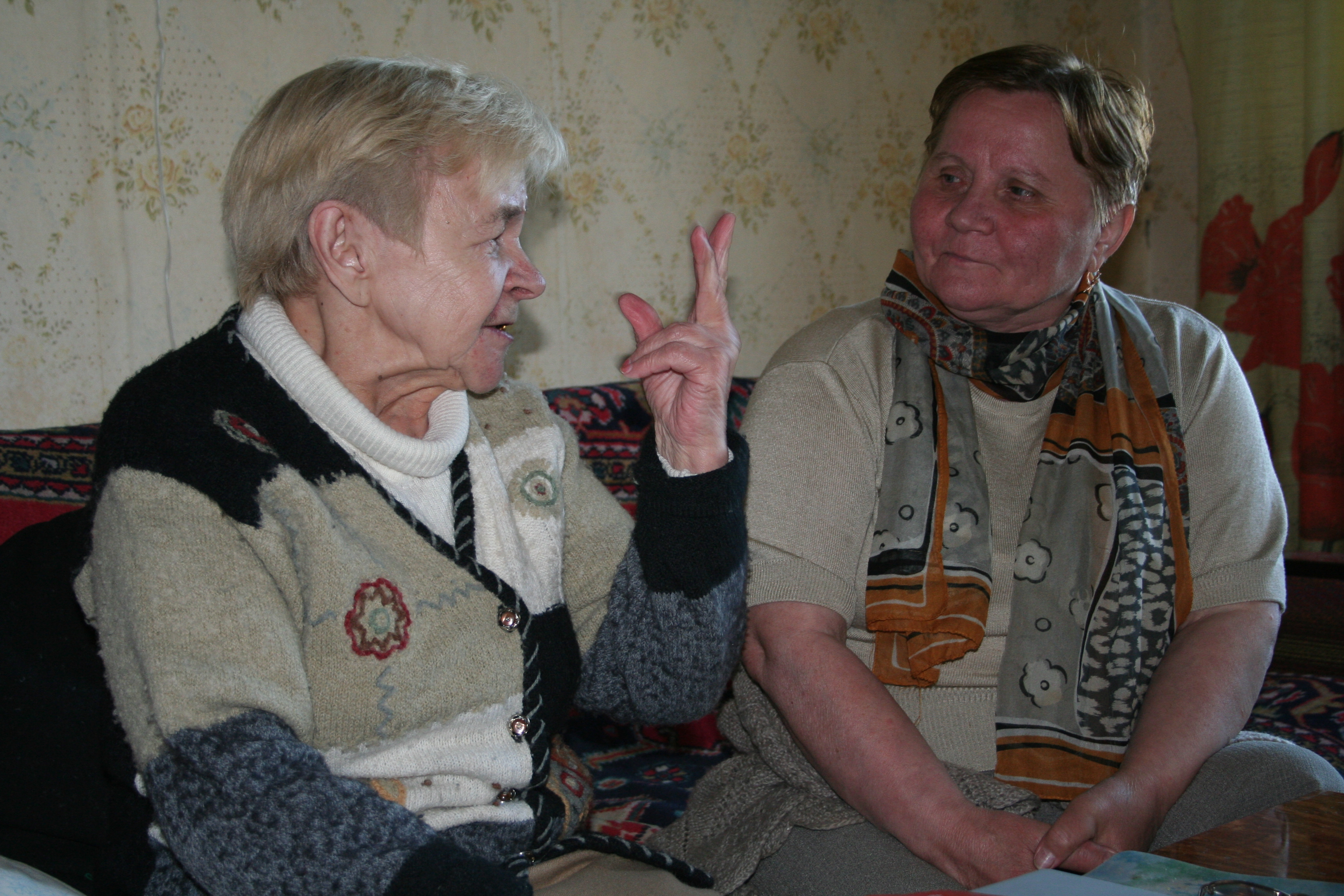
Zoya Gerasimova (izquierda), una de los últimos hablantes de Sami ter.
Foto tomada en 2006.

Al término del siglo XIX, había seis villas de sami ter, en la parte oriental de la península de Kola, con una población de 450 aproximadamente. En 2004, había aproximadamente 100 samis ter, de los que solo dos ancianos hablan la lengua; el resto cambió su lengua por la rusa.
El rápido decline del número de hablantes fue causado por la Colectivización en la Unión Soviética, durante la cual se prohibió el uso de la lengua en escuelas y hogares.
En 1930, la mayor villa de sami ter, Yokanga, fue declarada "sin perspectiva" y sus habitantes fueron obligados a moverse a la base militar de Gremikha.

## Documentación
No hay materiales educacionales o instalaciones de sami ter, y no posee una ortografía estandarizada. La lengua está estudiada y documentada de manera incompleta; ejemplares de textos, grabaciones de audio como también diccionarios existen para propósitos lingüísticos, pero una descripción gramatical completa no está disponible.
El primer documento conocido en sami ter es un corto vocabulario recolectado por el explorador británico Stephen Burrough en 1557; publicado por Richard Hakluyt.

## Sistema de escritura
La lengua fue escrita usando el alfabeto latino basado en la ortografía del sami skolt en 1930, pero tras la Segunda Guerra Mundial, este fue reemplazado por el alfabeto cirílico basado en el de sami kildin.